# Jhon Cley
Jhon Cley Jesus Silva, noto semplicemente come Jhon Cley (Brasilia, 9 marzo 1994), è un calciatore brasiliano, centrocampista del Confiança.

## Carriera
Nel 2012 ha giocato 10 partite in Série A con il Vasco da Gama.

## Palmarès

### Club

#### Competizioni statali
- Campionato Carioca: 1

Vasco da Gama: 2015
- Campionato Goiano: 1

Goiás: 2016
- Campionato Alagoano: 1

CSA: 2019

#### Competizioni nazionali
- Campionato vietnamita: 1

CAHN: 2023